# Sergio Mayer
Sergio Mayer, właściwie Sergio Alexander Mayer Bretón Izturiz Pinilla (ur. 21 maja 1966 roku w Meksyku) – meksykański aktor, tancerz, piosenkarz, model i producent telewizyjny.

## Życiorys
Swoją karierę rozpoczął w 1982 roku z grupą Chévere Internacional, z którą występował przez kolejne cztery lata w Ameryce Łacińskiej i Stanach Zjednoczonych. Następnie powrócił do Meksyku, gdzie studiował administrację na prywatnej uczelni rzymskokatolickiej Universidad Iberoamericana.
Pojawił się na dużym ekranie z meksykańską grupą popową Garibaldi w komedii muzycznej Dónde quedó la bolita (1993). Występował w reklamach, zebrał nagrody Heraldo jako tancerz. Był producentem programów Papá Soltero i La edad de oro. Uczył się aktorstwa z Sergio Jiménez. Zagrał postać Daniela w telenoweli Tak jak w kinie (Como en el cine, 2001–2002) z udziałem Juana A. Baptisty i Pablo Azara. Wystąpił jako Luigi Lombardi w dwóch odcinkach telenoweli meksykańskiej Śliczna brzydota (La Fea más bella, 2006/2007), wyprodukowanej przez Televisa S.A. de C.V. (z Jaqueline Bracamontes, Jaime Camilem i Eduardo Santamarina w rolach głównych).
Był żonaty z Luisą Fernandą. Ze związku z Bárbarą Mori ma syna Sergio jr. (ur. 7 lutego 1998). Jego obecną żoną jest Issabela Camil, córka meksykańskiego milionera Jaime Camil Garza i New Yorker Tony Star. Mają dwie córki: Camilę Antonię (ur. 2006) i Victorię.